# Berlaar
Berlaar è un comune belga di 11 034 abitanti nelle Fiandre (Provincia di Anversa).

## Suddivisioni
Il comune è costituito dai seguenti distretti:
- Berlaar
- Gestel